# Jelena Wjatscheslawowna Muchina

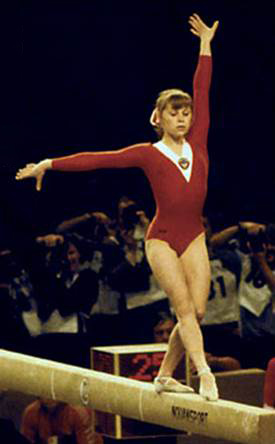
Jelena Muchina (1978)

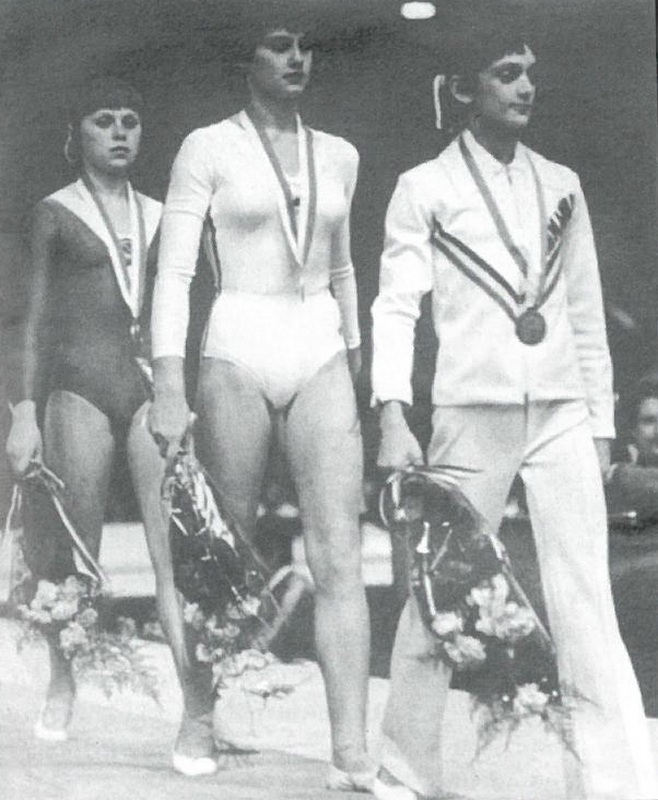
Jelena Muchina, Nadia Comăneci und Emilia Eberle (1978)

Jelena Wjatscheslawowna Muchina (russisch Елена Вячеславовна Мухина, wiss. Transliteration Elena Vjačeslavovna Muchina; * 1. Juni 1960 in Moskau; † 22. Dezember 2006 ebenda) war eine russische Kunstturnerin. Sie war Mehrkampf-Weltmeisterin und mehrmalige Europameisterin.

## Leben und Leistungen
Ihren ersten großen Erfolg hatte Muchina (ZSKA Moskau) bei den Europameisterschaften 1977 in Prag. Jelena Muchina wurde im Mehrkampf der Kunstturnerinnen Zweite hinter der Rumänin Nadia Comăneci und dreifache Europameisterin am Boden, am Stufenbarren und am Schwebebalken. 1978 wurde sie in Straßburg bei den Weltmeisterschaften Mehrkampf-Weltmeisterin vor Nelli Kim und Natalja Schaposchnikowa und holte gemeinsam mit Nelli Kim den Titel am Boden sowie den zweiten Platz am Stufenbarren und Schwebebalken. Bei der Europameisterschaft 1979 in Kopenhagen wurde sie ebenfalls Europameisterin im Stufenbarren und holte somit ihren insgesamt vierten Titel.
1979 brach sie sich das linke Bein und konnte deshalb nicht an den folgenden Wettkämpfen teilnehmen. Sie wurde jedoch frühzeitig gegen ihren Willen zum erneuten Training gezwungen. Unter anderem zum schwierigen Thomassalto, der jedoch das noch nicht vollständig verheilte Bein sehr belastete. Ihre Karriere nahm daraufhin ein Ende, als sie sich bei den Vorbereitungen zu den Olympischen Sommerspielen 1980 in Moskau beim Bodenturnen einen Bruch des Halswirbels zuzog und von da an querschnittgelähmt war.

## Auszeichnungen
Jelena Muchina wurde von der Sowjetunion mit dem Leninorden ausgezeichnet wie auch 1983 vom Internationalen Olympischen Komitee IOC mit der Silbermedaille des Olympischen Ordens.

## Sportliche Erfolge
| Jahr | Event                  | AA | Team | VB | UB | BB | FX |
| ---- | ---------------------- | -- | ---- | -- | -- | -- | -- |
| 1977 | World Cup              |    |      |    | 1  | 1  |    |
| 1977 | Europameisterschaft    | 2  |      | 3  | 1  | 1  | 1  |
| 1977 | UdSSR-Meisterschaften  | 2  |      |    | 3  |    | 1  |
| 1977 | UdSSR-Cup              | 2  |      |    |    |    |    |
| 1978 | Weltmeisterschaft 1978 | 1  | 1    |    | 2  | 2  | 1  |
| 1978 | UdSSR-Meisterschaften  | 1  |      |    | 1  |    | 3  |
| 1979 | Europameisterschaften  |    |      |    | 1  |    | 2  |
| 1979 | UdSSR-Meisterschaften  |    |      |    | 1  |    |    |